# Парозубчик острівний
Парозубчик острівний (Didymodon insulanus) — вид мохів порядку потіальних (Pottiales).

## Поширення
Батьківщиною є Європа, Африка, Північна Америка.